# Źródło napięciowe
Źródło napięciowe – element aktywny obwodu, stosowany w elektronice; idealny model źródła napięcia elektrycznego, który charakteryzuje wyłącznie napięcie na zaciskach (nie uwzględnia się np. rezystancji wewnętrznej). Takie źródło wymusza określone napięcie na węzłach obwodu elektrycznego, napięcie to nie zależy od prądu obciążenia.
Idealne źródła wykorzystuje się w analizie obwodów elektrycznych.
Rozróżnia się dwa rodzaje źródeł:
- niesterowane – napięcie jest stałe;
- sterowane (napięciowo lub prądowo) – napięcie zależy liniowo lub nieliniowo od napięcia lub prądu płynącego w innej gałęzi obwodu.